# 2 Heures du Paul Ricard FIA GT 2009
Les 2 Heures du Paul Ricard 2009, disputées le 4 octobre 2009 sur le circuit Paul-Ricard, sont la septième manche du championnat FIA GT 2009.

## Course

### Classement de la course
| Pos. | Catégorie | N° | Écurie                | Pilotes                              | Châssis                   | Moteur                   | Pneus | Tours/Abandon |
| ---- | --------- | -- | --------------------- | ------------------------------------ | ------------------------- | ------------------------ | ----- | ------------- |
| 1    | GT1       | 8  | Sangari Team Brazil   | Enrique Bernoldi Roberto Streit (en) | Chevrolet Corvette C6.R   | Chevrolet LS7.R 7,0 L V8 | M     | 57            |
| 2    | GT1       | 2  | Vitaphone Racing Team | Miguel Ramos Alex Müller             | Maserati MC12 GT1         | Maserati 6,0 L V12       | M     | 57            |
| 3    | GT1       | r3 | Sellesagh Racing Team | Bert Longin James Ruffier            | Chevrolet Corvette C6.R   | Chevrolet LS7.R 7,0 L V8 | M     | 57            |
| 4    | GT1       | 19 | Luc Alphand Aventures | Xavier Maassen Thomas Biagi          | Chevrolet Corvette C6.R   | Chevrolet LS7.R 7,0 L V8 | M     | 57            |
| 5    | GT1       | 1  | Vitaphone Racing Team | Michael Bartels Andrea Bertolini     | Maserati MC12 GT1         | Maserati 6,0 L V12       | M     | 57            |
| 6    | GT1       | 33 | Vitaphone Racing Team | Alessandro Pier Guidi Matteo Bobbi   | Maserati MC12 GT1         | Maserati 6,0 L V12       | M     | 57            |
| 7    | GT1       | 21 | Solution F            | Ange Barde Olivier Panis             | Ferrari 550 GTS Maranello | Ferrari 5,9 L V12        | M     | 55            |
| 8    | GT1       | 44 | Matech GT Racing      | Thomas Mutsch (en) Henri Moser       | Ford GT                   | Ford 5,0 L V8            | M     | 55            |
| 9    | GT2       | 50 | AF Corse              | Toni Vilander Gianmaria Bruni        | Ferrari F430 GTC          | Ferrari 4,0 L V8         | M     | 55            |
| 10   | GT2       | 60 | Prospeed Competition  | Emmanuel Collard Richard Westbrook   | Porsche 911 GT3 RSR (997) | Porsche 4,0 L Flat-6     | M     | 55            |
| 11   | GT2       | 51 | AF Corse              | Álvaro Barba Niki Cadei              | Ferrari F430 GTC          | Ferrari 4,0 L V8         | M     | 55            |
| 12   | GT2       | 95 | PeCom Racing          | Luís Pérez Companc Matías Russo      | Ferrari F430 GTC          | Ferrari 4,0 L V8         | M     | 55            |
| 13   | GT2       | 55 | CRS Racing            | Chris Niarchos Tim Mullen (en)       | Ferrari F430 GTC          | Ferrari 4,0 L V8         | M     | 55            |
| 14   | GT1       | 40 | Marc VDS Racing Team  | Bas Leinders Renaud Kuppens          | Ford GT                   | Ford 5,0 L V8            | M     | 55            |
| 15   | GT2       | 97 | Brixia Racing         | Luigi Lucchini Martin Ragginger      | Porsche 911 GT3 RSR (997) | Porsche 4,0 L Flat-6     | M     | 54            |
| 16   | GT2       | 77 | BMS Scuderia Italia   | Matteo Malucelli Paolo Ruberti       | Ferrari F430 GTC          | Ferrari 4,0 L V8         | P     | 54            |
| 17   | GT2       | 56 | CRS Racing            | Andrew Kirkaldy Rob Bell             | Ferrari F430 GTC          | Ferrari 4,0 L V8         | M     | 54            |
| 18   | GT2       | 59 | Trackspeed Racing     | Sascha Maassen David Ashburn         | Porsche 911 GT3 RSR (997) | Porsche 4,0 L Flat-6     | M     | 54            |
| Abd. | GT2       | 78 | BMS Scuderia Italia   | Ettore Bonaldi Diego Romanini (en)   | Ferrari F430 GTC          | Ferrari 4,0 L V8         | P     | 45            |
| Abd. | GT1       | 4  | Peka Racing           | Mike Hezemans Anthony Kumpen         | Chevrolet Corvette C6.R   | Chevrolet LS7.R 7,0 L V8 | M     | 40            |
| Dsq. | GT2       | 61 | Prospeed Competition  | Darryl O'Young Marco Holzer          | Porsche 911 GT3 RSR (997) | Porsche 4,0 L Flat-6     | M     | 53            |